# Vild ungdom
Vild ungdom (originaltitel: The Wild One) är en amerikansk dramafilm från 1953 i regi av László Benedek, med Marlon Brando i huvudrollen. Manuset, skrivet av John Paxtonoch Ben Maddow, är baserat på novellen "The Cyclists' Raid" av Frank Rooney. Novellen är i sin tur löst baserad på en verklig händelse från 1947 när motorcykelgänget Booze fighters, bestående av gamla krigsveteraner, anlände till småstaden Hollister i Kalifornien.

## Handling
Motorcykelgänget Black Rebels Motorcycle Club (BRMC), ledda av Johnny Strabler (spelad av Marlon Brando), tar mer eller mindre över en liten stad och skapar oordning och anarki. Ett rivaliserade motorcykelgäng anländer senare till staden, ledda av Chino (Lee Marvin). Tidigare hörde de till samma gäng, men Johnny hade brutit sig ur och skapat ett eget.

## Medverkande
| Marlon Brando   | – Johnny Strabler       |
| Mary Murphy     | – Kathie Bleeker        |
| Robert Keith    | – Sheriff Harry Bleeker |
| Lee Marvin      | – Chino                 |
| Jay C. Flippen  | – Sheriff Stew Singer   |
| Peggy Maley     | – Mildred               |
| Hugh Sanders    | – Charlie Thomas        |
| Ray Teal        | – Frank Bleeker         |
| John Brown      | – Bill Hannegan         |
| Will Wright     | – Art Kleiner           |
| Robert Osterloh | – Ben                   |
| William Vedder  | – Jimmy                 |
| Yvonne Doughty  | – Britches              |